# 木ノ下歌舞伎
木ノ下歌舞伎（きのしたかぶき）は、木ノ下裕一が主宰する、歴史的な文脈を踏まえつつ、現代における歌舞伎演目上演の可能性を発信する団体。演出家を固定しないスタイルで、京都を中心に活動を展開する。

## 概要・来歴
2006年旗揚げ。あらゆる視点から歌舞伎にアプローチするため、主宰の木ノ下裕一が指針を示し、さまざまな演出家による作品を上演するスタイルで活動する。
2021年6月現在、メンバーは5名。2006年5月の旗揚げ公演『yotsuya-kaidan』から、2017年5月『東海道四谷怪談―通し上演―』（再演）まで、演出家・舞台美術家の杉原邦生が所属し、メンバーとして多くの作品に携わった。これまで参加した演出家は、杉原のほか、きたまり、白神ももこ、多田淳之介、糸井幸之介（登場順）。
2013年、急な坂スタジオプロデュース『黒塚』（演出：杉原邦生）でCorich 舞台芸術まつり！2013春 グランプリを受賞。同年、『三番叟』（演出：杉原邦生）『娘道成寺』（演出：きたまり）チリ公演で初の海外公演を実施したほか、京都国際舞台芸術祭〈KYOTO EXPERIMENT〉2013にて『木ノ下歌舞伎ミュージアム“SAMBASO”～バババっとわかる三番叟～』（総合演出：杉原邦生）を、フェスティバル/トーキョー13にて『東海道四谷怪談―通し上演―』（演出：杉原邦生）を上演した。
2014年、京都国際舞台芸術祭〈KYOTO EXPERIMENT〉2014にて『三人吉三』（演出：杉原邦生）を上演。翌2015年の再演では読売演劇大賞上半期作品賞にノミネートされた。
2016年、『黒塚』のフランス・パリ公演を実施。同年、京都国際舞台芸術祭〈KYOTO EXPERIMENT〉2016および、信州・まつもと大歌舞伎関連事業にて『勧進帳』（演出：杉原邦生）を上演した。
2018年、信州・まつもと大歌舞伎関連事業として『三番叟』『娘道成寺』を上演。同年、パリ・ポンピドゥー・センターにて、ジャポニスム2018「現代演劇シリーズ」として『勧進帳』を上演した。
2019年、ロームシアター京都にて、「レパートリーの創造」として『糸井版 摂州合邦辻』（演出：糸井幸之介）を上演。同作は2020年に再演された。
2021年、信州・まつもと大歌舞伎関連事業として『義経千本桜―渡海屋・大物浦―』（演出：多田淳之介）を上演。
そのほか、主な作品に『夏祭浪花鑑』（演出：白神ももこ）、『義経千本桜』（総合演出：多田淳之介／演出：多田淳之介、白神ももこ、杉原邦生）、『心中天の網島』（演出：糸井幸之介）など。

## 受賞歴
- 2013年『黒塚』Corich 舞台芸術まつり！2013春 グランプリ
- 2015年『三人吉三』読売演劇大賞上半期作品賞ノミネート
- 2016年 平成28年度文化庁芸術祭新人賞（木ノ下裕一）／『勧進帳』の成果により[9]
- 2023年 令和5年度和歌山県文化奨励賞（木ノ下裕一）[10]

## 公演
- 『yotsuya-kaidan』—鶴屋南北『東海道四谷怪談』三幕目（俗に髪梳きの場）より—
  - 演出・美術：杉原邦生
  - 2006年5月 アトリエ劇研（京都）

- 『四・谷・怪・談』—鶴屋南北『東海道四谷怪談』三幕目（俗に髪梳きの場）より―
  - 演出・補綴：木ノ下裕一
  - 2006年10月 アトリエ劇研（京都）

- 『テラコヤ』—竹田出雲ほか『菅原伝授手習鑑』八幕目（俗に寺子屋）より―
  - 演出・美術：杉原邦生　補綴・原案：木ノ下裕一
  - 2007年4月 アトリエ劇研（京都）

- 『三番叟』
  - 監修：木ノ下裕一　演出：杉原邦生
  - 初演｜2008年5月 アトリエ劇研（京都）／8月 こまばアゴラ劇場（東京）
  - 再演｜2012年2月 横浜にぎわい座 のげシャーレ（横浜）
  - 三演｜2013年6月 Centro Cultural Gabriela Mistral（チリ）

- 『娘道成寺』
  - 監修：木ノ下裕一　演出・振付・出演：きたまり
  - 初演｜2008年5月 アトリエ劇研（京都）／8月 こまばアゴラ劇場（東京）
  - 再演｜2012年2月 横浜にぎわい座 のげシャーレ（横浜）
  - 三演｜2013年6月 Centro Cultural Gabriela Mistral（チリ）
- 菅専助 ―見知らぬ作家―vol.1『摂州合邦辻』
  - 補綴・演出：木ノ下裕一
  - 2008年12月 アトリエ劇研（京都）
- 菅専助 ―見知らぬ作家―vol.2『桂川連理柵』
  - 補綴・演出：木ノ下裕一
  - 2009年6月 アトリエ劇研（京都）
- 菅専助 ―見知らぬ作家―vol.2『伊達娘恋緋鹿子』
  - 補綴・演出：木ノ下裕一
  - 2009年11～12月 アトリエ劇研（京都）・シアターグリーン（東京）
- 京都×横浜プロジェクト2010『勧進帳』
  - 監修・補綴：木ノ下裕一　演出・美術：杉原邦生
  - 2010年5月 STスポット（横浜）・アトリエ劇研（京都）
- 『俊寛』
  - 作：近松門左衛門　演出：木ノ下裕一
  - 2010年10月 アトリエ劇研（京都）[11]
- 京都×横浜プロジェクト2011『夏祭浪花鑑』
  - 監修・補綴：木ノ下裕一　演出：白神ももこ
  - 2011年12月 アトリエ劇研（京都）・STスポット（横浜）
- 京都×横浜プロジェクト2012『義経千本桜』
  - 作：竹田出雲、三好松洛、並木千柳　監修・補綴：木ノ下裕一　総合演出・演出：多田淳之介　演出：白神ももこ、杉原邦生
  - 2012年7月 京都芸術劇場 春秋座（京都）・横浜にぎわい座 芸能ホール（横浜）
- 『黒塚』
  - 監修・補綴：木ノ下裕一　演出・美術：杉原邦生
  - 初演｜2013年5～6月 十六夜吉田町スタジオ（横浜）
  - 再演｜2015年1～3月 三重県文化会館 小ホール（三重）・大垣市スイトピアセンター（岐阜）・京都芸術センター 講堂（京都）・こまばアゴラ劇場（東京）・りゅーとぴあ新潟市民芸術文化会館 劇場（新潟）
  - 三演｜2016年1月 パリ日本文化会館（パリ）
- 『木ノ下歌舞伎ミュージアム“SAMBASO”～バババっとわかる三番叟～』
  - 監修：木ノ下裕一　総合演出：杉原邦生　特別出演：茂山童司（現・三世茂山千之丞）
  - 2013年10月 京都芸術劇場 春秋座（京都）
- 『東海道四谷怪談―通し上演―』
  - 作：鶴屋南北　監修・補綴：木ノ下裕一　演出：杉原邦生
  - 初演｜2013年11月 あうるすぽっと（東京）
  - 再演｜2017年5月 京都芸術劇場 春秋座（京都）・あうるすぽっと（東京）
- 『三人吉三』
  - 作：河竹黙阿弥　監修・補綴：木ノ下裕一　演出・美術：杉原邦生
  - 初演｜2014年10月 京都芸術劇場 春秋座（京都）
  - 再演｜2015年6月 東京芸術劇場 シアターウエスト（東京）
- 『心中天の網島』
  - 作：近松門左衛門　監修・補綴：木ノ下裕一　演出・作詞・音楽：糸井幸之介
  - 2015年9～10月 アトリエ劇研（京都）・こまばアゴラ劇場（東京）
- 『義経千本桜―渡海屋・大物浦―』
  - 作：竹田出雲、三好松洛、並木千柳　監修・補綴：木ノ下裕一　演出：多田淳之介
  - 初演｜2016年5～6月 愛知県芸術劇場 小ホール（名古屋）・東京芸術劇場 シアターイースト（東京）・ハートフルホール（豊川）
  - 再演｜2021年2～3月 シアタートラム（東京）／6～7月 まつもと市民芸術館 実験劇場（松本）・久留米シティプラザ 久留米座（久留米）
- 『勧進帳』リクリエーション版
  - 監修・補綴：木ノ下裕一　演出・美術：杉原邦生
  - 初演｜2016年7月 まつもと市民芸術館 小ホール（松本）／10～11月 穂の国とよはし芸術劇場PLAT アートスペース（豊橋）・京都芸術劇場 春秋座（京都）・北九州芸術劇場 小劇場（北九州）
  - 再演｜2018年3月 KAAT神奈川芸術劇場 大スタジオ（横浜）
  - 三演｜2018年11月 ポンピドゥ・センター（パリ）
  - 四演｜東京芸術劇場 Presents｜2023年9～11月、東京芸術劇場 シアターイースト（東京）・那覇文化芸術劇場なはーと 大劇場（沖縄）・サントミューゼ 大ホール（上田）・岡山芸術創造劇場 ハレノワ小劇場（岡山）・山口情報芸術センター スタジオA（山口）・水戸芸術館 ACM劇場（水戸）・京都芸術劇場 春秋座（京都）
- 『隅田川』
  - 監修・補綴・共同演出：木ノ下裕一　共同演出・美術：杉原邦生　振付・出演・共同演出：白神ももこ
  - 2017年1月 こまばアゴラ劇場（東京）・アトリエ劇研（京都）
- 『娘道成寺』リクリエーション版
  - 監修：木ノ下裕一　演出・振付・出演：きたまり
  - 初演｜2017年1月 こまばアゴラ劇場（東京）・アトリエ劇研（京都）
  - 再演｜2018年6月 まつもと市民芸術館 小ホール（松本）
  - 三演｜2019年12月 京都芸術劇場 春秋座（京都）※長唄生演奏
- ロームシアター京都 レパートリー作品『心中天の網島―2017リクリエーション版―』
  - 作：近松門左衛門　監修・補綴：木ノ下裕一　演出・作詞・音楽：糸井幸之介
  - 2017年10～11月 ロームシアター京都 ノースホール（京都）・三重県文化会館 小ホール（三重）・四国学院大学 ノトススタジオ（香川）・メディキット県民文化センター［宮崎県立芸術劇場］イベントホール（宮崎）・横浜にぎわい座 のげシャーレ（横浜）
- 『三番叟』リクリエーション版
  - 監修：木ノ下裕一　演出・美術：杉原邦生　振付：北尾亘
  - 2018年6月 まつもと市民芸術館 小ホール（松本）
- ロームシアター京都レパートリー作品『糸井版 摂州合邦辻』
  - 作：菅専助・若竹笛躬　監修・補綴・上演台本：木ノ下裕一　上演台本・演出・音楽：糸井幸之介
  - 初演｜2019年2～3月 ロームシアター京都 サウスホール（京都）・穂の国とよはし芸術劇場PLAT 主ホール（豊橋）・KAAT神奈川芸術劇場 大スタジオ（横浜）
  - 再演｜2020年10～11月 あうるすぽっと（東京）・ロームシアター京都 サウスホール（京都）
- 『桜姫東文章』
  - 作：鶴屋南北　監修・補綴：木ノ下裕一　脚本・演出：糸井幸之介
  - 初演｜2023年2月 あうるすぽっと（京都）・穂の国とよはし芸術劇場PLAT 主ホール（豊橋）・ロームシアター京都 サウスホール（京都）・りゅーとぴあ新潟市民芸術文化会館 劇場（新潟）・久留米シティプラザ 久留米座（久留米）
- 『三人吉三廓初買』
  - 作：河竹黙阿弥　監修・補綴：木ノ下裕一　演出：杉原邦生
  - 2024年9〜10月 東京芸術劇場 プレイハウス（東京）・まつもと市民芸術館 主ホール（松本）・三重県文化会館 中ホール（三重）・兵庫県芸術文化センター 阪急 中ホール（兵庫）